# Stathi Melani
Stathi Melani (Melan, 18 settembre 1858 – Përmet, 24 dicembre 1917) è stato un presbitero e patriota albanese.

## Biografia
Padre Stathi Melani era un prete ortodosso albanese, membro del Congresso di Monastir, il quale decise di far rispettare nel sud dell'Albania le decisioni prese dal Congresso in merito alla diffusione uniforme della lingua letteraria albanese in ogni zona dell'Albania Etnica. Per la sua attività patriottica fu perseguitato dalle autorità turche che all'epoca governavano l'Albania. Padre Stethi Melani non si arrese mai nemmeno quando i turchi gli bruciarono la casa per ben tre volte. Allo stesso tempo, la sua attività veniva seguita e repressa dai preti ortodossi greci che organizzarono il suo assassinio. Così, il 24 dicembre 1917 la banda di greci capeggiata da Josif Suropullos gli fece un agguato riuscendo ad ucciderlo e massacrandolo sino a decapitarlo al fine di avvertire e intimidire altri attivisti albanesi cristiano-ortodossi. Tuttavia l'omicidio e la mutilazione del suo corpo vennero visti come una conferma dell'importanza della lingua albanese.

### Le attività patriottiche
Le attività patriottiche del Padre Stathi Melani si svolsero in un periodo di tempo di durato circa 35 anni e toccarono numerosi Stati, quali: tutti i territori dell'Albania Etnica, la Turchia, gli Stati Uniti d'America e la Grecia.  A testimonianza della sua attività patriottica vi sono una serie di articoli, libri, giornali e riviste pubblicati sia prima che dopo la morte. Queste opere hanno descritto le gesta coraggiose del Padre Stathi Melani. Egli riteneva cosa più importante al mondo il benessere e l'unificazione delle terre albanesi occupate dai greci e serbi.
Mihal Grameno, un altro patriota albanese, nel 1907 lo descrisse così: "Stathi Melani è un patriota, intelligente e coraggioso, come uno dei pochi patrioti che hanno lottato per i diritti nazionali al momento del sultano Abdul Hamid". Questo dimostra come Melani abbia sviluppato una notevole attività a partire dagli ultimi decenni del XIX secolo di chiusura. Anche il politico e poeta Fan S. Noli parlò e descrisse con superlativi le attività di Stathi Melani in numerose opere editoriali. Le attività di Stathi Melani non si limitarono al campo della propaganda e dell'organizzazione. Egli fu anche un guerriero ed un comandante molto abile tale da riscuotere molti successi. Insieme a lui hanno combattuto anche: Riza Velçishtin, Mihal Grameno, Çerçiz Topulli, Sali Butka, Hajredin Tremishtin, Kopi Tushemisht, Pandeli Ceco, Mihal Dhosi ed altri. Tutti hanno combattuto per riunificare l'Albania e cacciare gli invasori greci e slavi.
Padre Stathi Melani venne ucciso in un pozzo da alcuni soldati greci il 24 dicembre 1917. L'uccisione di Stathi scatenò un'ondata di ribellione e di rabbia non solo tra la popolazione delle province di Përmet, Leskovik e di Kolonje, ma anche a Gjirokastra, Tepelena, Delvina, Saranda, in Chameria ed a Valona, persino gli albanesi all'estero si ribellarono. Altre proteste a finché venissero arrestati gli assassini di Stathi Melani sono state fatte alle autorità italiane che all'epoca occupavano l'Albania.